# Liste der Monuments historiques in Malakoff
Die Liste der Monuments historiques in Malakoff führt die Monuments historiques in der französischen Gemeinde Malakoff auf.

## Liste der Bauwerke
| Bezeichnung                                      | Beschreibung | Standort                              | Kennzeichnung | Schutzstatus | Datum | Bild           |
| ------------------------------------------------ | ------------ | ------------------------------------- | ------------- | ------------ | ----- | -------------- |
| Faculté de droit de l’université Paris Descartes |              | 10, avenue Pierre-Larousse (Lage)     | PA92000013    | Inscrit      | 2004  | weitere Bilder |
| Hôtel                                            |              | 98, avenue Pierre-Brossolette (Lage)  | PA00088115    | Inscrit      | 1980  | weitere Bilder |
| Fabrik Clacquesin                                |              | 18, avenue du Maréchal-Leclerc (Lage) | PA92000010    | Classé       | 2009  |                |

## Liste der Objekte
- Monuments historiques (Objekte) in Malakoff in der Base Palissy des französischen Kultusministeriums